# Catasetum tuberculatum
Catasetum tuberculatum är en orkidéart som beskrevs av Dodson. Catasetum tuberculatum ingår i släktet Catasetum och familjen orkidéer. Inga underarter finns listade i Catalogue of Life.